# Diaspora grecque en Égypte

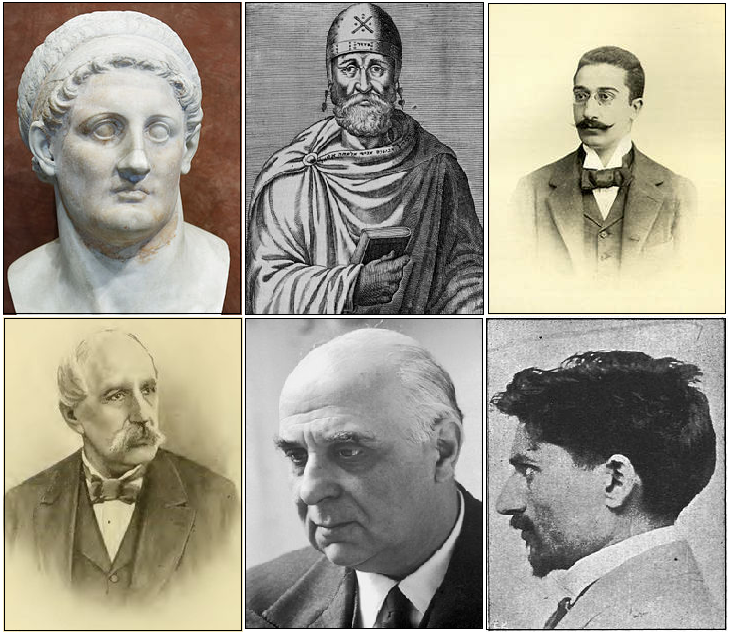
Grecs égyptiens.

La présence de la diaspora grecque en Égypte remonte à l'Antiquité. 
Alexandrie notamment, fondation hellénistique, était une ville à majorité grecque jusqu'au IXe siècle. Alexandrie sera prise par les Arabes sur l'Empire byzantin, vers 642, et à l'époque, si une partie des Grecs partirent vers des zones encore aux mains des Byzantins, surtout des Grecs aisés, la majorité restera, et avec le temps, isolée du monde hellénique, cette communauté sera assimilée avec le reste de la population égyptienne, pour disparaître complètement vers le XIIe siècle. 
À partir du XVIIe siècle, une nouvelle vague de Grecs va s'installer principalement à Alexandrie, composée surtout de commerçants, de négociants, et de marins, favorisés par l'essor économique de l'Empire ottoman. Cette communauté a presque totalement émigré hors d'Égypte après la crise du canal de Suez de 1956 qui a provoqué un mouvement anti-chrétien violent dans la population égyptienne et se traduit par l'exode de la majorité des Grecs et des ressortissants étrangers. Seul subsiste, dans le désert du Sinaï, le monastère byzantin Sainte-Catherine, dépendant du Patriarcat orthodoxe de Jérusalem. Il resterait à Alexandrie environ deux-cents Grecs de nationalité égyptienne en 2018[réf. nécessaire].